# NGC 6023
NGC 6023 (другие обозначения — UGC 10106, MCG 3-41-10, ZWG 108.21, NPM1G +16.0443, PGC 56492) — эллиптическая галактика (E) в созвездии Змея.
Этот объект входит в число перечисленных в оригинальной редакции «Нового общего каталога».